# Argentinská rallye

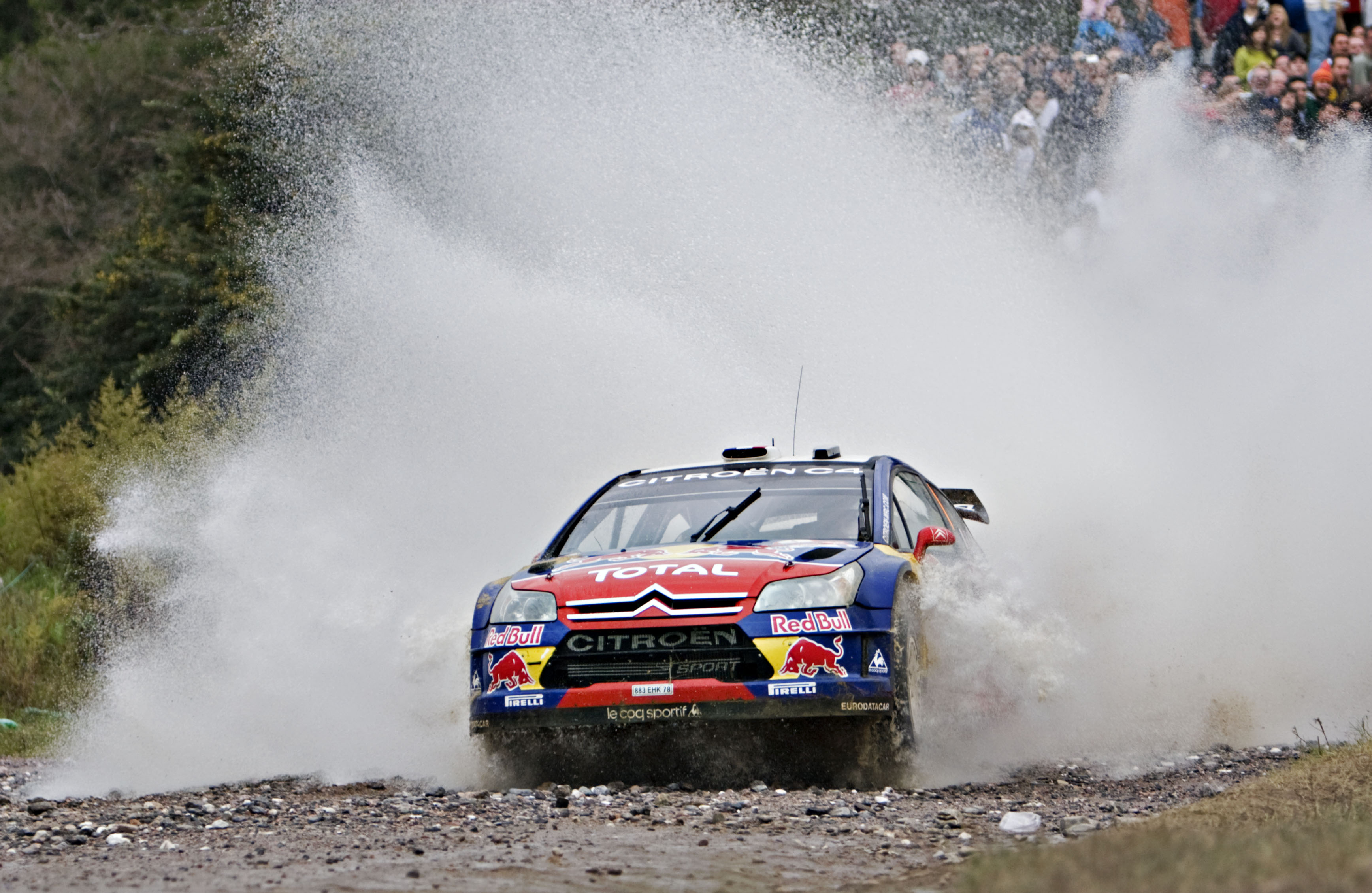
šestinásobný vítěz Loeb v roce 2008

Argentinská rallye je název soutěže Mistrovství světa v rallye, která se koná v Argentině.

## Historie soutěže
Poprvé byla součástí Mistrovství světa Argentinská rallye 1980. Dva roky před ní ale již byly pořádány závody jako kandidátské soutěže. První dva roky proběhla v provincii Tucumán a v roce 1982 se nekonala vůbec. Argentinská rallye 1984 měla centrum v provincii Córdoba, kde sídlí dodnes. Soutěž má šotolinový charakter a velmi se na ní práší. Na mnoha místech jsou brody.

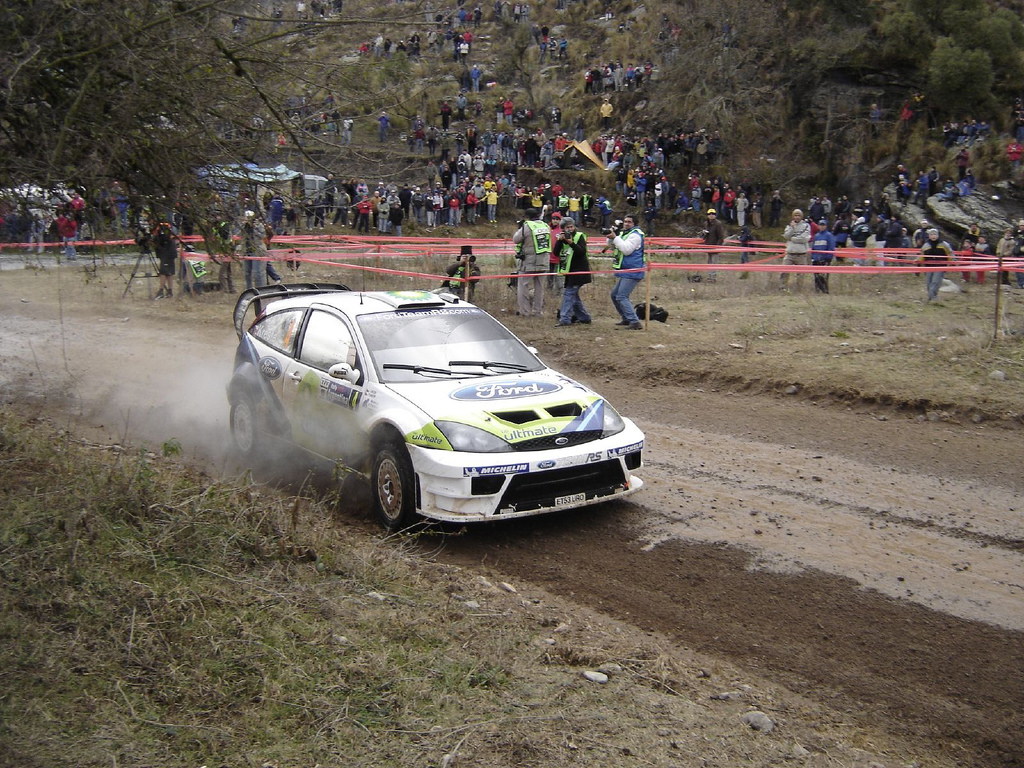
Roman Kresta v roce 2005

Nejúspěšnějším pilotem je zde Sebastien Loeb, který zde vyhrál šestkrát. Miki Biasion, Carlos Sainz a Tommi Mäkinen zde mají 3 vítězství. Jediný domácí pilot, který zde vyhrál, byl Jorge Recalde v letech 1988 a 1995.